# Restoration
Restoration é um filme britânico e estadunidense de 1995, do gênero drama histórico, dirigido por Michael Hoffman.
O roteiro, escrito por Rupert Walters, é baseado em romance de Rose Tremain publicado em 1995.

## Sinopse
Conta a vida de um médico recém formado que, ao demonstrar talento, é convidado pelo rei Carlos II a cuidar dos seus cães. Merivel fica íntimo do rei que lhe pede para se casar com uma de suas amantes, mas não deveria se apaixonar por ela, porque ela pertenceria ao rei.
Quando Merivel descobre as belezas de sua esposa sua vida desmorona e ele é expulso da vida luxuosa.
Assim ele se reencontra com um amigo de faculdade que é médico em um mosteiro protestante quaker e onde redescobre as suas aptidões para a medicina, demonstrando enorme talento na cura de vários internos.
No mosteiro se apaixona por uma interna com quem tem um filho.

## Elenco
- Robert Downey Jr. como Robert Merive
- Sam Neill como Rei Charles II
- David Thewlis como John Pearce
- Polly Walker como Celia Clemence
- Meg Ryan como Katharine
- Ian McKellen como Will Gates
- Hugh Grant como Elias Finn
- Ian McDiarmid como Ambrossee

## Principais prêmios e indicações
Oscar 1996 (EUA)
- Venceu nas categorias de direção de arte (Eugenio Zanetti) e melhor figurino (James Acheson).

BAFTA 1996 (Reino Unido)
- Indicado na categoria de melhor figurino.

Festival de Berlim 1996 (Alemanha)
- Indicado ao Urso de Ouro.